# Машрум-Пик
Машрум-Пик (англ. Mushroom Peak) — гора в Канадских Скалистых горах, расположена в Колумбийском ледниковом поле в долине реки Сануапта в национальном парке Джаспер (Альберта, Канада). Находится приблизительно в 1 км от вершины Диадем-Пик. Высота вершины составляет 3210 м над уровнем моря. 

## Название
Гора была названа в 1947 году Ноэлем Э. Оделлом, совершившим первое восхождение. Достигнув вершины, Оделл обнаружил, что тёмные известняковые скалы напоминают грибы. Вид на Машрум-Пик открывается с соседнего шоссе Айсфилд-Паркуэй.

## Климат
По классификации Кёппена Машрум-Пик находится в субарктической климатической зоне с холодной снежной зимой и умеренным летом. Зимние температуры могут быть ниже −20°C, при жёсткости погоды — ниже −30°C.

## Геология
Как и другие горы в парке Банф, вершина Машрум-Пик состоит из осадочных пород, отложившихся в период от докембрия до юрского периода. Образовавшаяся в мелководных морях, эта осадочная порода была вытолкнута на восток и за верхнюю часть более молодой породы во время Ларамийского орогенеза. Осадки с горы попадают в реку Сануапта, приток Атабаски.